# Pertechnetiumsäure
Pertechnetiumsäure ist eine Sauerstoffsäure des Technetiums. Das Technetium besitzt hier die Oxidationsstufe +7.

## Gewinnung und Darstellung
Die Pertechnetiumsäure kann durch das Einleiten von Technetium(VII)-oxid in Wasser hergestellt werden.
{\displaystyle {\ce {Tc2O7 + H2O -> 2 HTcO4}}}

## Eigenschaften
Die Pertechnetiumsäure besitzt eine Dissoziationskonstante von 2,09 ± 0,18 bei 25 °C. Die Salze der Pertechnetiumsäure, die Pertechnetate, sind in Wasser besser löslich als die Perrhenate.